# Aleksandr Kaulbars

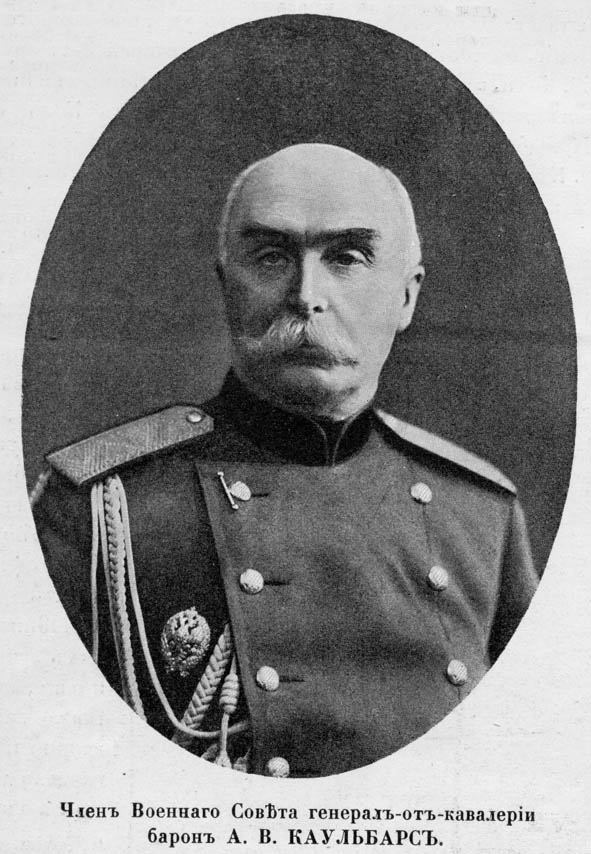
Aleksandr Kaulbars.

Aleksandr Vilhelm Anders Vasiljevitj (von) Kaulbars (ryska: Александр Васильевич Каульбарс), född 23 maj 1844 i Sankt Petersburg, död 25 januari 1925 i Paris, var en rysk baron och general. Han tillhörde ätten von Kaulbars och var bror till Nikolaj Kaulbars.
Kaulbars företog 1869–72 upptäcktsresor i Tianshan och deltog 1873 i Amu-Darja-expeditionen; efter rysk-turkiska krigets slut blev han medlem av den kommission, som skulle utstaka Serbiens nya gräns. Under krisen i Bulgarien efter furst Alexanders statskupp 1881 utnämndes Kaulbars i juli 1882 till krigsminister med sin landsman generalmajor Leonid Sobolev som ministerpresident. De råkade emellertid efter hand i öppen konflikt med fursten, vars fordran på deras avgång de avböjde, och inlät sig i stämplingar mot honom med den bulgariska oppositionen. Då emellertid denna i september 1883 dem ovetande förlikade sig med fursten, avgick de och återvände till Ryssland. 
Kaulbars, som sedermera innehade flera olika militära chefsposter och avancerade till general i kavalleriet, blev 1904 under rysk-japanska kriget befälhavare för tredje och i februari 1905 för andra manchuriska armén, vilken under hans ledning kämpade på högra flygeln i det olyckliga slaget vid Mukden. Han återvände sedermera till den honom 1904 tilldelade posten som högste befälhavare i militärdistriktet Odessa. Han utgav flera topografiska och militära arbeten.